# Joan Sala i Ferrer
Joan Sala i Ferrer, znany też jako Serrallonga (ur. 23 kwietnia 1594 w Viladrau, zm. 8 stycznia 1634 w Barcelonie) – kataloński rozbójnik, działający głównie w należącej do Hiszpanii Katalonii.
Joan Sala i Ferrer jeszcze za życia cieszył się dużą popularnością wśród miejscowej ludności (podobnie jak Janosik czy angielski Robin Hood), która wiązała jego osobę z walką z obcą (hiszpańską) władzą oraz z feudałami. Gdy Serrallonga został pojmany i publicznie stracony w Barcelonie w 1634 r., jego legenda przybrała na sile i zachowała się do dziś.
Serralonga jest bohaterem licznych katalońskich pieśni oraz kilku powieści i innych utworów literackich oraz filmów.